# Hero Fiennes Tiffin
Hero Beauregard Faulkner Fiennes Tiffin, född 6 november 1997 i London, är en engelsk skådespelare, modell och filmproducent. Han är känd för att spela rollen som Hardin Scott i filmserien After. Han har också spelat rollen som Tom Dolder, den yngre versionen av Lord Voldemort, i filmen Harry Potter och halvblodsprinsen
Hero Fiennes Tiffin är son till filmregissören Martha Fiennes och filmfotografen George Tiffin, samt systerson till bland annat skådespelarna Ralph och Joseph Fiennes. Han är också barnbarn till fotografen Mark Fiennes och romanförfattaren Jennifer Lash.

## Filmografi (i urval)

### Filmer
- 2008 – Bigga than Ben
- 2009 – Harry Potter och halvblodsprinsen
- 2019 – After
- 2020 – The Silencing
- 2020 – After We Collided
- 2021 – After We Fell
- 2022 – After Ever Happy
- 2022 – The Woman King
- 2022 – First Love
- 2023 – After Everything
- 2024 – The Ministry of Ungentlemanly Warfare
- 2025 – Picture This

### TV-serier
- 2018 – Safe (TV-serie)
- 2018 – The Tunnel (TV-serie)
- 2019 – Cleaning Up (TV-serie)